# Epidendrum aristoloides
Epidendrum aristoloides är en orkidéart som beskrevs av Eric Hágsater och Dodson. Epidendrum aristoloides ingår i släktet Epidendrum och familjen orkidéer. Inga underarter finns listade i Catalogue of Life.